# جلكى ريني الغابرة
جلكى ريني الغابرة (الاسم العلمي:†Priscomyzon riniensis) هي نوع منقرض من اللافكيات تتبع جنس الجلكى الغابرة من رتبة الجلكيات.
هذه الجلكى المنقرضة عاشت قبل حوالي 360 مليون سنة خلال مرحلة الفاميني (الديفوني المتأخر) في بيئة بحرية أو مصبات الأنهار في جنوب أفريقيا. هذا اللافكي الصغير مشابه تشريحيا لجلكيات القيعان الأحفورية لنهر مازون ولكنه أقدم بنحو 35 مليون سنة. تضمنت تطوراتها الرئيسية أول قرص شفوي كبير معروف وأسنان محيطية وسلة خيشومية.